# Cyrtandromoea subsessilis
Cyrtandromoea subsessilis là một loài thực vật có hoa trong họ Tai voi. Loài này được (Miq.) B.L.Burtt mô tả khoa học đầu tiên năm 1965.